# Валеня Іван Юрійович
Іва́н Ю́рійович Вале́ня (15 січня 1947) — народний депутат України 1-го скликання.

## Біографія
Народився 15 січня 1947 року в селі Тарасівка (нині  Тернопільського району), Тернопільська область, УРСР. Українець, освіта вища, інженер-механік, Харківський авіаційний інститут імені М. Є. Жуковського.
1964 — студент, інженер, старший інженер, молодший науковий співробітник, старший науковий співробітник, завідувач науково-дослідного відділу Харківського авіаційного інституту.
Член КПРС з 1987 року.
Висунутий кандидатом у Народні депутати колективами ПТУ № 7, 20, 33, 37 міста Харкова.
18 березня 1990 року обраний народним депутатом України 1-го скликання, 2-й тур 60.22 % голосів, 4 претенденти.
- місто Харків
- Комсомольський виборчий округ № 372
- Дата прийняття депутатських повноважень: 15 травня 1990 року.
- Дата припинення депутатських повноважень: 10 травня 1994 року.

Входив до Народної Ради, фракції «Нова Україна».
Заступник Голови, член Комісії ВР України з питань Чорнобильської катастрофи.
Кандидат у Народні депутати України Верховної Ради XIII скликання, висунутий виборцями 1-й тур — 7.62 % 3-тє місце з 10-ти претендентів.
Лауреат премії імені М. Островського в галузі науки і техніки.
Кандидат технічних наук.
Одружений, має дитину.